# آندره مکنزی
آندره مکنزی (به انگلیسی: Andrew Mackenzie) (زاده ۲۰ سپتامبر ۱۹۵۶) کارآفرین، شیمی‌دان، زمین‌شناس و مدیر ارشد اجرایی اسکاتلندی است، که هم‌اکنون به‌عنوان مدیرعامل شرکت بی‌ایچ‌پی فعالیت می‌کند.
مکنزی دانش‌آموخته کارشناسی ارشد زمین‌شناسی از دانشگاه سنت اندروز و دکتری شیمی آلی از دانشگاه بریستول است. وی در سال ۱۹۸۳ به شرکت نفتی بی‌پی پیوست و برای تا سال ۲۰۰۴، در مجموع بمدت ۲۱ سال در سطوح مختلف این شرکت حضور داشت و واپسین سمَتِ وی نیز، معاون مدیرعامل بی‌پی بود.
او در سال ۲۰۰۴ به شرکت استخراج معادن ریو تینتو پیوست و در سال ۲۰۰۸ وارد کادر مدیران ارشد شرکت بی‌ایچ‌پی شد. وی در ۱۰ مه ۲۰۱۳ از سوی هیئت مدیره این شرکت، به‌عنوان مدیرعامل انتخاب شد و جایگزین ماریوس کلوپرز گردید. بی‌ایچ‌پی هم‌اکنون بزرگترین شرکت استخراج معادن جهان به‌شمار می‌آید.